# آدریان مونفری
آدریان مونفری (انگلیسی: Adrien Monfray؛ زادهٔ ۲۰ دسامبر ۱۹۹۰) بازیکن فوتبال اهل فرانسه است.